# Robin Wagener

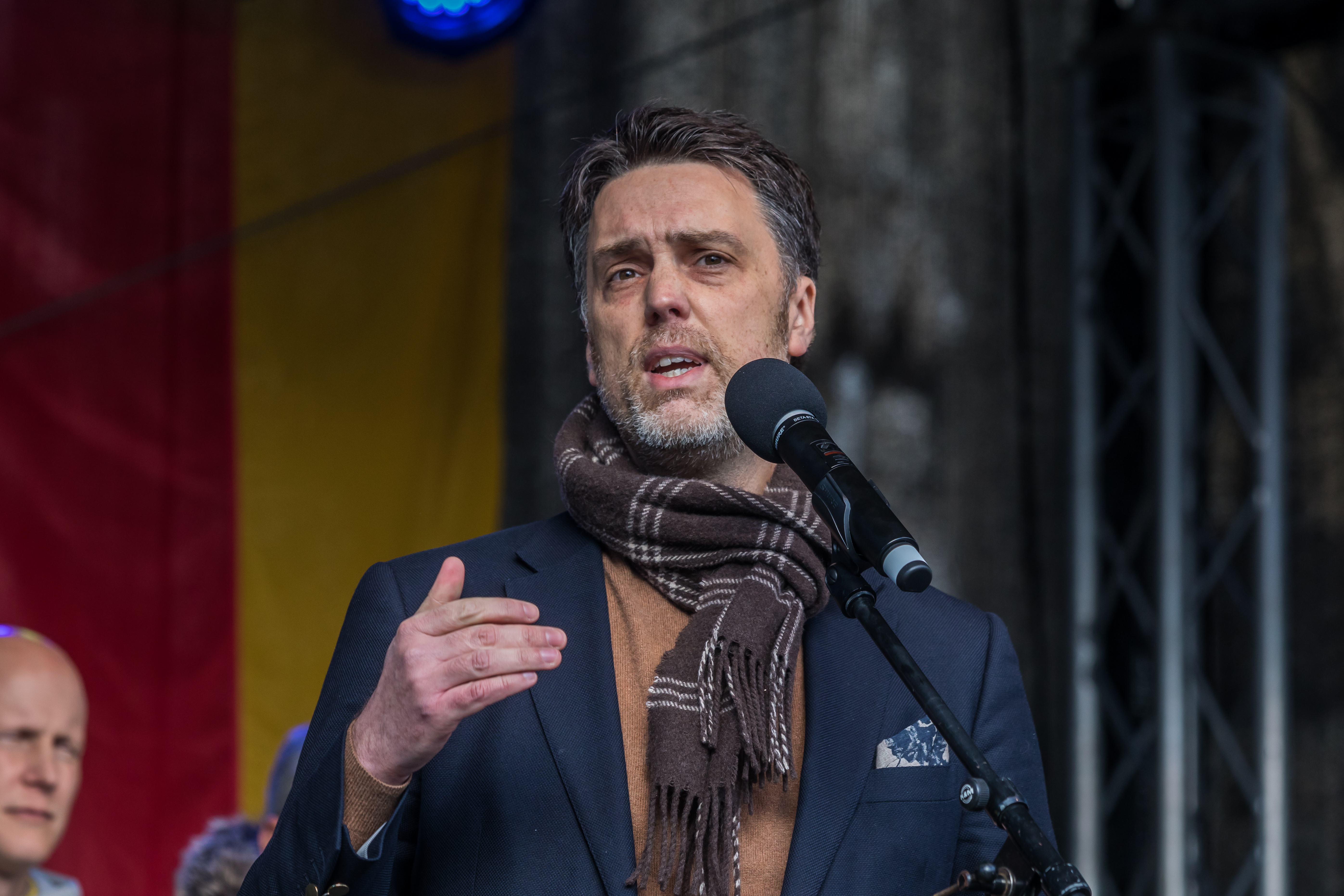
Robin Wagener, 2024

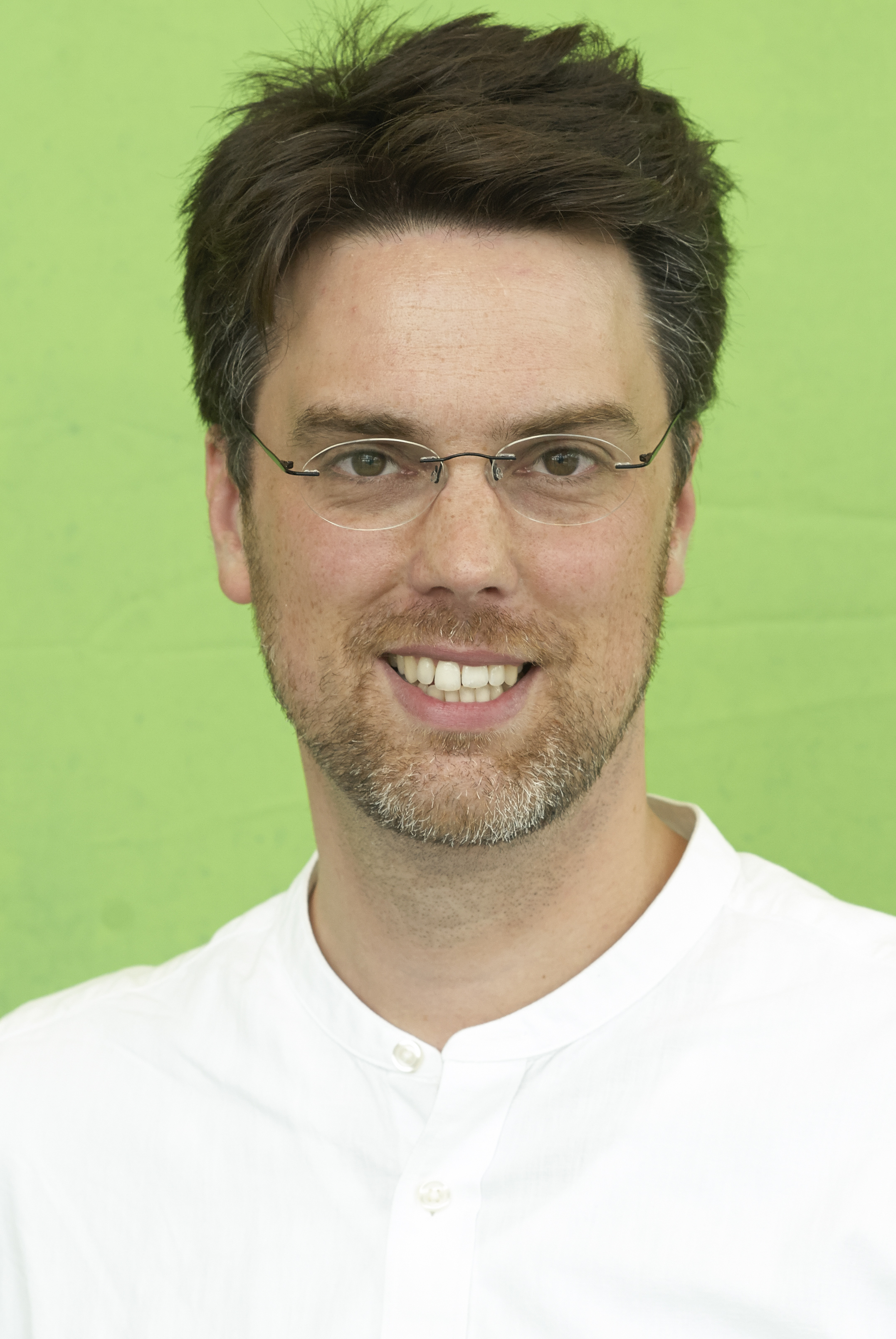
Robin Wagener, 2018

Robin Till Nils Johannes Wagener (* 16. August 1980 in Bielefeld) ist ein deutscher Politiker und Jurist. Seit 2021 ist er für Bündnis 90/Die Grünen Mitglied des Deutschen Bundestages. Von 2023 bis 2025 war er Koordinator für die zwischengesellschaftliche Zusammenarbeit mit dem südlichen Kaukasus, der Republik Moldau sowie Zentralasien im Auswärtigen Amt (KO-SMZ).

## Leben
Von 2001 bis 2008 studierte Wagener Rechtswissenschaft an der Universität Bielefeld. Von 2009 bis 2012 absolvierte er sein Rechtsreferendariat am Oberlandesgericht Hamm, anschließend war er bis 2015 Referent beim Städte- und Gemeindebund Nordrhein-Westfalen. Ab 2015 war er Richter in der Sozialgerichtsbarkeit in Münster und Detmold.

## Politik
Wagener war von 2002 bis 2013 und von 2020 bis 2023 Mitglied des Stadtrates Bad Salzuflen. Seit 2020 ist er Mitglied des Kreistags und dritter stellvertretender Landrat im Kreis Lippe sowie Mitglied im Hauptausschuss des Städte- und Gemeindebundes Nordrhein-Westfalen. Bei der Bundestagswahl 2021 kandidierte er im Bundestagswahlkreis Lippe I als Direktkandidat. Außerdem wählten ihn Bündnis 90/Die Grünen Nordrhein-Westfalen für diese Bundestagswahl auf Platz 10 der Landesliste. Er erhielt in seinem Wahlkreis 13,6 % der Erststimmen und unterlag damit dem SPD-Kandidaten Jürgen Berghahn, konnte allerdings über die Landesliste in den Bundestag einziehen.
Dort ist er ordentliches Mitglied im Auswärtigen Ausschuss und im Ausschuss für die Angelegenheiten der Europäischen Union und stellvertretendes Mitglied im Verteidigungsausschuss. Wagener ist zudem Vorsitzender der Deutsch-Ukrainischen Parlamentariergruppe im Bundestag und Leiter der deutschen Delegation bei der Parlamentarischen Versammlung der OSZE. Von Juli 2022 bis März 2023 war Wagener Obmann für Bündnis 90/Die Grünen im Untersuchungsausschuss Afghanistan. Wagener ist Mitglied der überparteilichen Europa-Union Deutschland, die sich für ein föderales Europa und den europäischen Einigungsprozess einsetzt.
Vom 1. März 2023 bis zum 6. Mai 2025 war Robin Wagener Koordinator für die zwischengesellschaftliche Zusammenarbeit mit dem südlichen Kaukasus, der Republik Moldau sowie Zentralasien im Auswärtigen Amt (KO-SMZ).

## Ehrenämter
Wagener war 10 Jahre Vorsitzender des Ortsvereins Bad Salzuflen und Mitglied des lippischen Kreisvorstandes des Deutschen Roten Kreuzes sowie Mitglied des DRK-Präsidiums auf Bundesebene und Bundesleiter des Jugendrotkreuzes. Auf internationaler Ebene gehörte er der globalen Jugendvertretung der Internationalen Föderation der Rotkreuz- und Rothalbmondgesellschaften als einer von drei Vertretern aus Europa an. Auch arbeitete er bei Gremiensitzungen der weltweiten Rotkreuz- und Rothalbmondbewegung als Vertreter des Deutschen Roten Kreuzes mit. Ein Schwerpunkt seiner Arbeit im Roten Kreuz war das humanitäre Völkerrecht und das Bewahren von Menschlichkeit in bewaffneten Konflikten.
Robin Wagener ist Prädikant der lutherischen Kirchengemeinde Bergkirchen und war einige Jahre auch Mitglied des Kirchenvorstandes der Gemeinde sowie Mitglied des lutherischen Klassentages in der Lippischen Landeskirche.

## Privates
Wagener ist verheiratet und hat zwei Kinder. Wagener ist Karateka und Karatetrainer.